# Hemiceras velva
Hemiceras velva är en fjärilsart som beskrevs av William Schaus 1901. Hemiceras velva ingår i släktet Hemiceras och familjen tandspinnare. Inga underarter finns listade i Catalogue of Life.